# Tuili (Burkina Faso)
Pour les articles homonymes, voir Tuili (Italie).
Tuili est une commune rurale située dans le département de Kombissiri de la province du Bazèga dans la région Centre-Sud au Burkina Faso.

## Santé et éducation
Tuili accueille un centre de santé et de promotion sociale (CSPS).